# Košínský potok
Košínský potok je potok v okrese Tábor v Jihočeském kraji v České republice. Je přibližně 22 km dlouhý, v kategorii významný 10,5 km. Na dolním toku se někdy uvádí pod názvy Tismenice nebo Tismenický potok.

## Průběh toku
Pramení 2 km západně od Střezimíře v oblasti kolem „Čmerdovky“ u Bonkovic. Ze směru od pramene míří k jihovýchodu až jihu přes Bonkovice, přes Struhový rybník, Hořejší rybník a Chobot do Nové Střezimíře, kde se stáčí k jihu podél Šestkova vrchu (563 m n. m.), u Šeborova mlýna přibírá zprava malý přítok a před Borotínem-Starým Zámkem se stáčí doprava a vlévá do Starozámeckého rybníka (soutok s Borotínským potokem zprava). Bezprostředně pod Starozámeckým rybníkem následuje rybník Babinec, do nějž se zprava vlévá Chomoutovský potok. Horní tok od pramene ke Starozámeckému rybníku či Babinci se označuje též jako Bonkovický potok.
Pod Starozámeckým rybníkem pokračuje potok dále na jih, bezprostředně následuje rybník Babinec. Z rybníka Babince teče dále na jih. Pod obcí Moraveč přibírá zleva od Sudoměřic vodu Černého potoka, u Rzavé se zleva vlévá další potok, tekoucí z jezera Chotoviny. Potom Košínský potok údolím mezi radimovickými a košínskými lesy míří k obci Košín, vtéká do vodní nádrže Košín I. (na jejím začátku se zprava kaskádou rybníků připojuje Radkovský potok) a z ní pokračuje jihovýchodně a zde tvoří četné meandry. Zleva přibírá vodu dvou potoků od Stoklasné Lhoty a u starobylého železničního viaduktu (trať z Tábora na Písek) zprava ze Svrabovského a Radimovického potoka (ten protéká přes soustavu rybníků u obce Radimovice u Tábora (rybníky Praporka, Mlynářka, Hájek, Velký rybník, Nová komora, Podedvorný rybník, aj.). Těsně u místní části Tábor–Náchod se Košínský potok vlévá do Malého Jordánu. Z něj, nad bývalým náchodským mlýnem a u polní cesty Náchod-Čekanice, přes mohutná stavidla, pokračuje 2 m širokým tokem do nedaleké údolní nádrže (obecně označované jako rybník) Jordán. Odtud odtéká přepadem přes vodopád (katarakt) do údolí a teče Táborem. Míjí zde pod hradbami města známý Housův mlýn (v těchto místech se v 15. století konaly bohoslužby husitských radikálů – adamitů) a po nedlouhé cestě údolím se zprava vlévá do řeky Lužnice. Poslední úsek, z Jordánu přes město Tábor do Lužnice, se obvykle označuje již jako Tismenický potok.

## Vodní režim

### Povodně
V druhé vlně velkých povodní na jihu Čech v srpnu 2002 se silně rozvodnil také Košínský potok a přívaly vody nevydržela hráz Zámeckého rybníka v Borotíně. Po jejím protržení voda ještě více ohrozila Malý Jordán a také nádrž Jordán v Táboře. Zde pod hrází bylo již vodou zaplaveno údolí kolem Tismenického potoka, který je v podstatě dolním tokem Košínského potoka.

## Fotogalerie

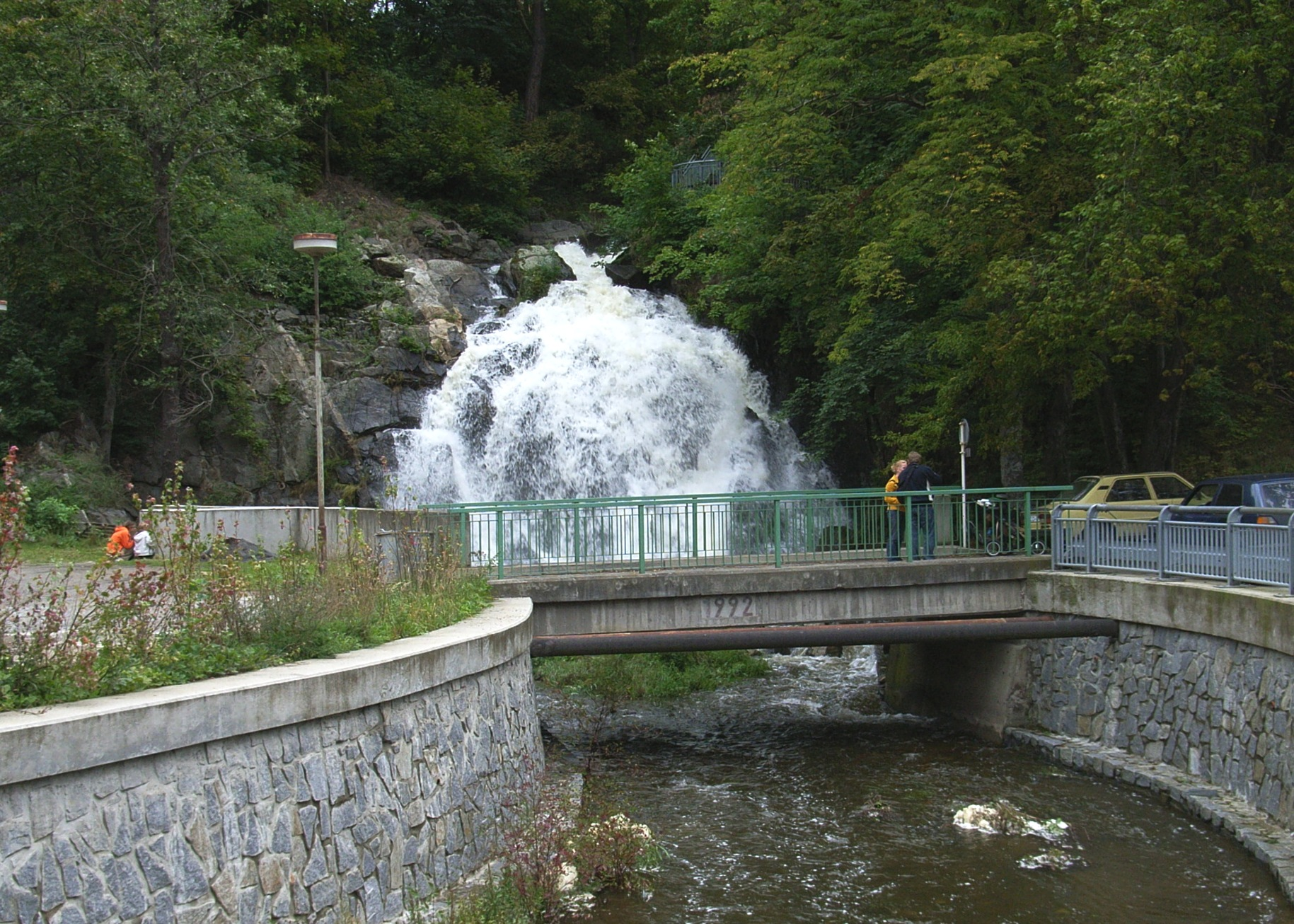
Jordánský přepad-katarakt, teče jako Tismenický potok
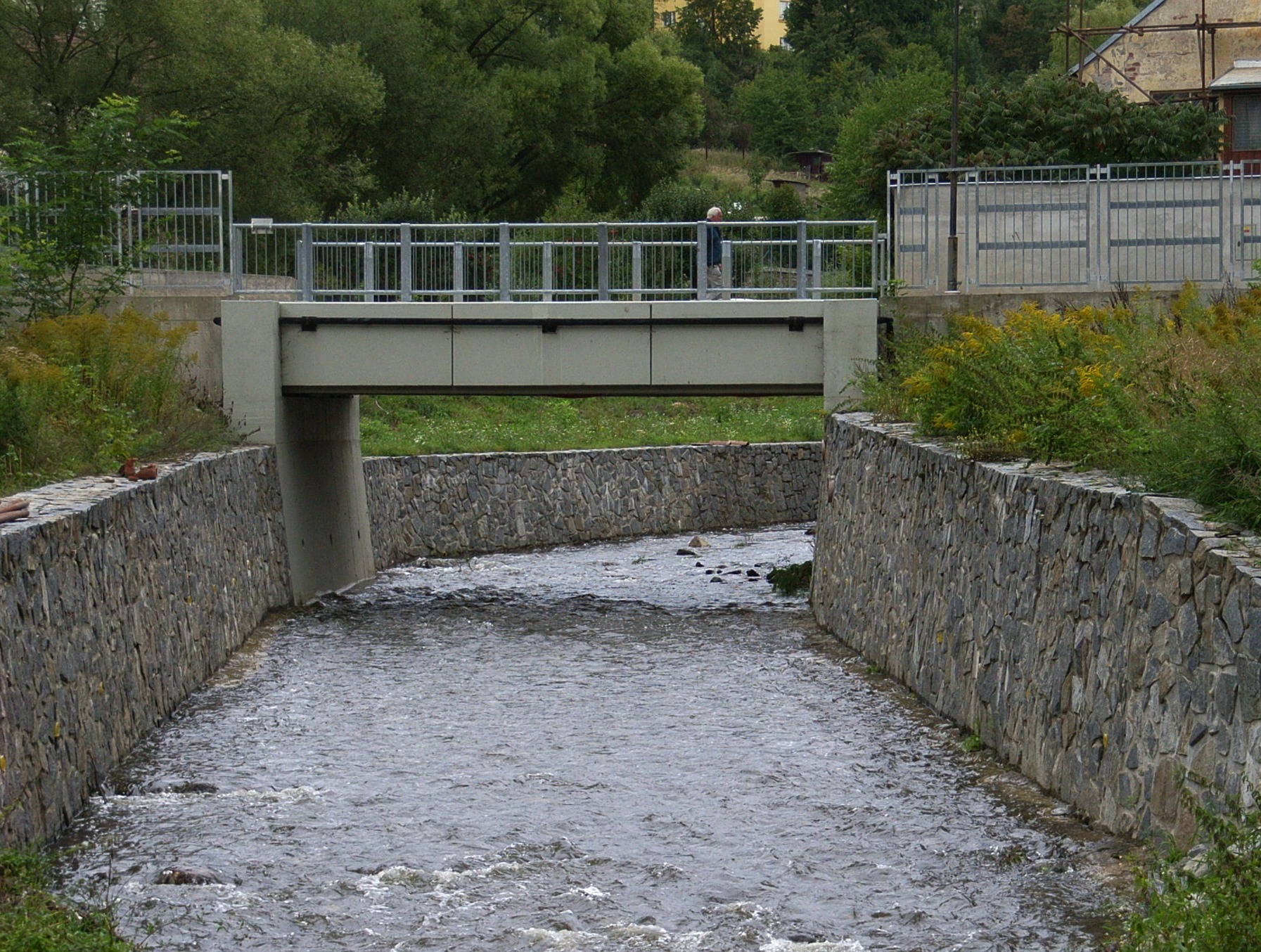
Most s veřejnou vozovkou nahradil povodní r.2002 zničený můstek
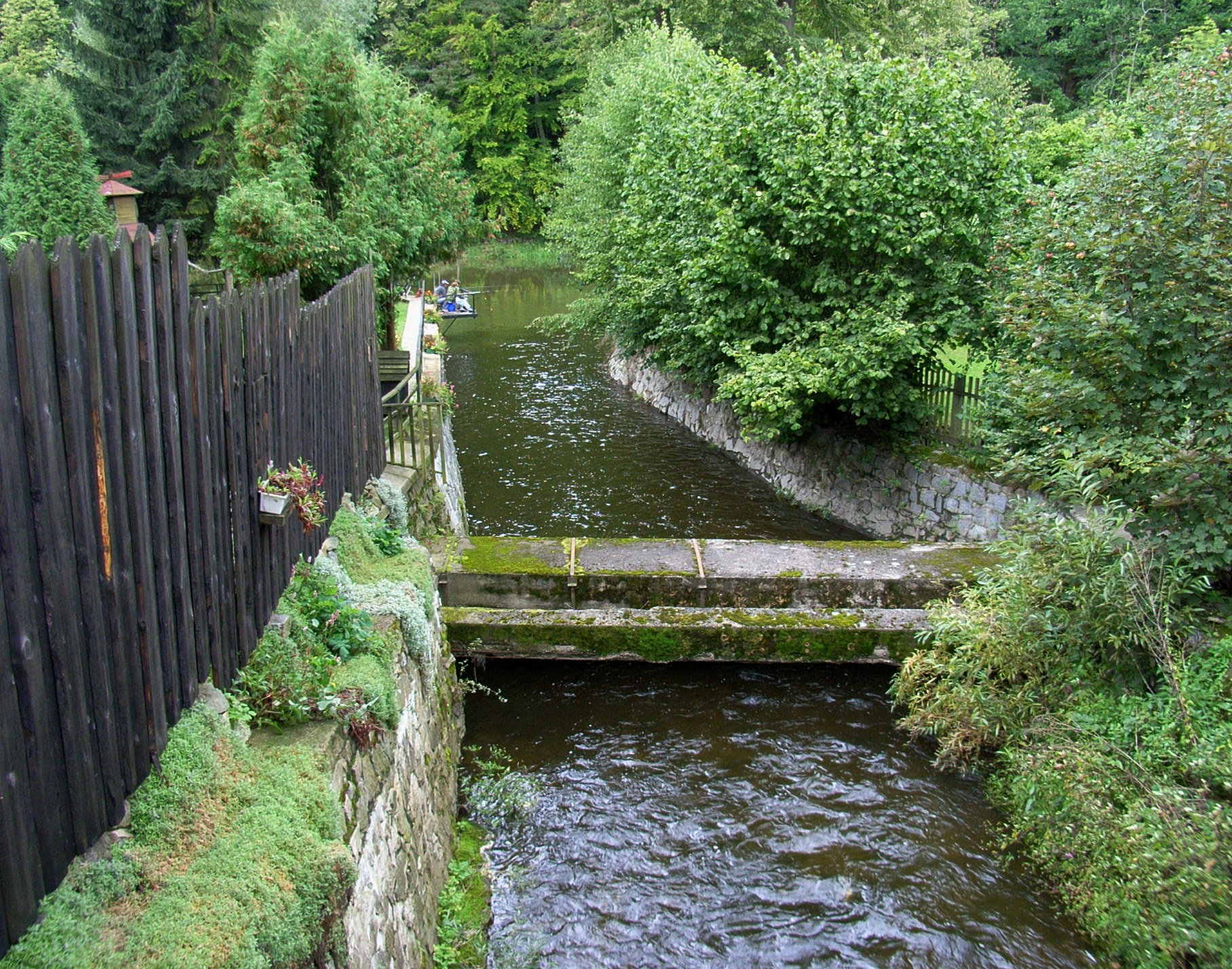
200 m za Švehlovým mostem se potok vlévá zprava do Lužnice (v pozadí, teče směrem vpravo)